# Владыкина, Елена Николаевна
Елена Николаевна Владыкина (родилась 30 декабря 1993 в Прокопьевске) — российская регбистка, игрок клуба РК «Красный Яр» и женской сборной России по регби-15. Мастер спорта России (1 ноября 2016).

## Биография
Окончила Сибирский федеральный университет (юридический факультет), в составе его регбийной команды стала серебряным призёром III летней спартакиады молодёжи России. Карьеру игрока продолжила в «Красном Яре», с которым в 2015 году стала чемпионкой России по регби-7 (будучи студенткой 4-го курса). Играет за сборную России по регби-15.

## Достижения
- Чемпионка России по регби-7: 2015
- Бронзовый призёр чемпионата Европы по регби-15: 2014, 2015, 2019